# Id Tech 3
id Tech 3 è un motore grafico per sparatutto in prima persona, sviluppato da id Software per Quake III Arena. È il successore dell'id Tech 2, motore grafico di Quake 2, dal quale eredita diverse parti del codice.

## Caratteristiche
id Tech 3 supporta modelli 3D in formato MD3, che consente, rispetto al formato MD2 usato in Quake II, animazioni più elaborate e realistiche basate sui vertici; è inoltre possibile creare superfici curve realistiche, utili in particolare modo per la realizzazione di strutture organiche o strutture architettoniche ad arco.
Vengono poi introdotti gli shader, per rendere meglio i vari materiali presenti nei livelli, la modalità di rendering a 32 bit di colori, ombre proiettate rispettando il modello 3D, e l'effetto di nebbia volumetrica.
Essendo nato per un gioco principalmente multiplayer, anche il motore di rete è stato migliorato rispetto al precedente.
Rispetto al Tech2 Carmack dovette comunque fare alcune rinunce:
- Il pre-calcolo dell'illuminazione delle mappe mediante radiosity fu abbandonato in quanto le superfici curve causavano tempi di calcolo inaccettabili.
- Fu abbandonato l'uso di librerie dinamiche (dll) in quanto l'enorme sviluppo del gioco su internet rendeva le dll pericolose sia per la sicurezza sia perché permettevano lo sviluppo di 'cheat'. Per i mod si ritornò quindi a un linguaggio interpretato basato su ANSI C.

## Codice sorgente
Il codice sorgente del motore grafico, inizialmente closed source (nei primi anni 2000 l'engine è stato utilizzato per vari giochi da alcune software house che ne avevano acquistato la licenza), è stato successivamente rilasciato con licenza open source (il 19 agosto 2005, sotto licenza GNU GPL).

### ioquake3
Uno dei port più noti è ioquake3, che migliora il motore grafico sotto diversi aspetti, eliminando alcuni bug e aggiungendo caratteristiche. Per installare ioquake3 è necessario possedere Quake 3 Arena, da cui devono venire prelevati i file (come le texture) che sono sempre sotto il copyright della idSoftware.
Fra le varie caratteristiche aggiunte, il supporto per IPv6, ed il supporto multiutente in ambiente Windows (ogni utente del PC ha le proprie impostazioni separate, contenute nella cartella "dati applicazioni").
ioquake3 mette a disposizione il proprio codice sorgente con licenza GNU GPL, che altri sviluppatori possono utilizzare per creare mod compatibili o veri e propri giochi stand-alone, come successo ad esempio per OpenArena (quest'ultimo gioco è completamente gratuito e non legato al possesso di Quake 3: le texture, le mappe ed i modelli poligonali della id Software protetti da copyright  sono stati sostituiti, e l'intero pacchetto è distribuito sotto licenza GPL).

Altri giochi basati sul motore modificato di ioquake3 sono Tremulous, World of Padman ed Urban Terror.

## Giochi che utilizzano id Tech 3

### Commerciali
- Quake III Arena (1999) – id Software
  - Quake III: Team Arena (2000) – id Software
- Heavy Metal: F.A.K.K.² (2000) – Ritual Entertainment
- American McGee's Alice (2000) – Rogue Entertainment
- Star Trek: Voyager Elite Force (2000) – Raven Software
- Star Trek: Elite Force II (2003) – Ritual Entertainment
- Return to Castle Wolfenstein (2001) – Gray Matter Interactive (SP) / Nerve Software (MP)
  - Wolfenstein: Enemy Territory (2003) – Splash Damage
- James Bond 007: Agent Under Fire (2001) – EA Los Angeles
  - James Bond 007: Everything or Nothing (2004) – EA Black Box
- Soldier of Fortune II: Double HeWarsowSoldier of Fortune II: Double Helix (2002) – Raven Software
- Star Wars Jedi Knight II: Jedi Outcast (2002) – Raven Software
- Star Wars Jedi Knight: Jedi Academy (2003) – Raven Software
- Medal of Honor: Allied Assault (2002) – 2015, Inc.
  - Medal of Honor: Spearhead (2003) – EA Los Angeles
  - Medal of Honor: Breakthrough (2003) – TKO Software
- Call of Duty (2003) – Infinity Ward
  - Call of Duty: United Offensive (2004) – Gray Matter Interactive
  - Call of Duty Classic (2009) – Infinity Ward
- Iron Grip: Warlord (2008) – Isotx
- Dark Salvation (2009) - Mangled Eye Studios
- Quake Live (2010) - id Software

### Open Source
- XreaL
- OpenArena
- Tremulous
- World of Padman
- World of Padman: Standalone Complex
- Space Trader
- Urban Terror
- Smokin' Guns
- Warsow